# Okumi
Okumi (georgiska: ოქუმი) är ett vattendrag i Georgien. Det ligger i den autonoma republiken Abchazien, i den västra delen av landet.